# 488
| [ Edytuj tabelę ]          |                                       |
| Cesarz Bizancjum           | - 474 Zenon 491 - 484 Leoncjusz I 488 |
| Król Franków               | - 481 Chlodwig I 511                  |
| Król Kentu                 | - 455 Hengest 488 - 488 Oisc 512      |
| Patriarcha Konstantynopola | - 471 Akacjusz 488 - 488 Frawitas 489 |
| Władca Korei               | - 413 Changsu 491                     |
| Król Mercji                | - 488 Icel 501                        |
| Król Munsteru              | - 453 Óengus 489                      |
| Król Ostrogotów            | - 471 Teodoryk Wielki 526             |
| Papież                     | - 483 Feliks III 492                  |
| Król Persji                | - 484 Balasz 488 - 488 Kawad I 531    |
| Król Wandalów              | - 484 Guntamund 496                   |
| Król Wizygotów             | - 484 Alaryk II 507                   |

Rok 488 / CDLXXXVIII
stulecia: IV wiek ~
V wiek ~
VI wiek

lata: 478 «
483 «
484 «
485 «
486 «
487 «
488
» 489
» 490
» 491
» 492
» 493
» 498

## Wydarzenia
- Azja
  - początek panowania szacha Kawada I
- Europa
  - Zenon nakłonił Teodoryka, władcę Ostrogotów do usunięcia Odoakra z Italii